# James Crumley
Œuvres principales
- La Danse de l'ours
- Un pour marquer la cadence
- Fausse piste

James Crumley, né le 12 octobre 1939 à Three Rivers, au Texas et mort le 17 septembre 2008 à Missoula, dans le Montana, est un écrivain américain.

## Biographie
James Crumley est né dans une région rurale reculée du Texas en 1939.
Après y avoir fait ses études et servi pendant deux ans dans l'armée, il devient professeur de composition littéraire. Il est ainsi embauché successivement par de nombreuses universités, il a la bougeotte, et le métier de professeur ne lui convient guère. Attiré par le poète Richard Hugo, comme d'autres écrivains de sa génération (James Welch, Bob Reid, Neil McMahon, Jon A. Jackson), il débarque à Missoula, Montana, au milieu des années 1960.
Il s'essaye à la poésie et à l'écriture de nouvelles, en plus d'animer des ateliers d'écriture en compagnie de Richard Hugo, James Lee Burke et d'autres écrivains.
En 1967, il écrit son premier roman, Un pour marquer la cadence (One to Count Cadence), qui n'est publié qu'en 1969. Sur fond de guerre du Viêt Nam, ce roman raconte une histoire d'amitié entre un sergent dur-à-cuire et un soldat gauchiste. Crumley met déjà le pied dans le roman noir, genre dans lequel il excellera par la suite. « Jamais de polar pur et dur mais des ouvrages où le suspense et l'intrigue servent avant tout à nous faire pénétrer au plus profond des questionnements humains sur le bien et le mal, la violence, la dépendance, le pouvoir », comme le dit Jean-Marie Wynants dans un article relatant la rencontre des Étonnants Voyageurs de Saint-Malo avec la ville de Missoula et ses écrivains.
Crumley est terriblement ancré à Missoula, comme tous les autres écrivains du coin. Missoula est leur coin de paradis, un paradis où règnent tolérance, bonne humeur, où l'alcool coule à flots et où les écrivains sont une denrée incroyablement fréquente. À Missoula, tout le monde écrit. Au milieu des montagnes, dans cette ville de 50 000 habitants, Crumley reste donc. Il essaye bien parfois de s'en « échapper », mais il finit toujours par y revenir. « On s'y sent bien, alors on y reste, c'est tout. Cette ville m'a adopté. Il y fait bon vivre, niché entre les montagnes du Montana. Il y a de tout chez nous. Même un policier-écrivain, comme Robert Sims Reid : c'est un bon gars… même s'il est flic ! », révèle Crumley dans une interview accordée à Guillaume Chérel et Hervé Delouche.
En 1966, peu de temps après son arrivée à Missoula, il laisse définitivement tomber l'enseignement, constatant qu'il n'est pas fait pour ça. En revanche, il est passionné par l'écriture. Il en parle d'ailleurs comme d'une drogue, quelque chose de vital et quasi obsessionnel : « En période d'écriture, je rêve de ce que j'écris toutes les nuits. Si je travaille trop longtemps, je plane littéralement parce que ça marche, alors je dépasse mes 4, 5 heures de travail quotidiennes. Ça peut aller jusqu'à 7 ou 8 heures. Mais après, je suis tellement excité que je ne peux plus dormir pendant 2 ou 3 jours. La sensation de ce trip dans l'écriture est géniale, j'adore ça. Mais après c'est terrible, très dur. Comme pour un camé en pleine descente ».
James Crumley décède à 68 ans, le 17 septembre 2008.

## Particularités de l'œuvre
James Crumley est l'un des nombreux représentants de l'École du Montana. Considéré par ses pairs comme un des plus grands auteurs de polar, ses romans mettent principalement en scène deux détectives officiant à Meriwether dans le Montana, C.W. Sughrue et Milo Milodragovitch, des anti-héros excessifs en tout qui rassemblent toutes les obsessions et pas mal des traits de caractère de leur créateur : vétérans du Viêt Nam, divorcés maintes fois, portés sur les femmes dangereuses, l'alcool, les drogues dures, les armes à feu et les nuits sans sommeil, toutes choses en général censées représenter un danger pour eux ou pour autrui.
Son style s'apparente d'assez près à celui de Jim Harrison, avec un lyrisme parfois excessif qui peut emmener certains passages assez loin dans la digression, un style d'écriture souvent très drôle, toujours mordant, si bien que ses intrigues sont souvent mises à mal, toujours très tordues, en dépit d'une qualité d'écriture exceptionnelle. Ses romans Fausse Piste (The Wrong Case,1975), Le Dernier Baiser (The Last Good Kiss, 1978) et La Danse de l'ours (Dancing Bear, 1983) sont à ce titre des classiques du genre.
Crumley sait aussi se montrer d'un classicisme tout en retenue, notamment dans le recueil de nouvelles Putes. Il est en outre l'auteur d'un roman poignant sur la guerre du Viêt Nam, Un pour marquer la cadence (One to Count Cadence, 1969), un excellent témoignage sur ce conflit.

## Œuvre

### Romans

#### SérieMilo Milodragovitch
- The Wrong Case (1975) Fausse Piste, traduit par Ata, Paris, Christian Bourgois, 1988 ; réédition Paris, 10/18, coll. « Grands détectives » no 2133, 1990 ; réédition Paris, Gallimard, coll. « Folio policier » no 414, 2006 Fausse Piste, traduit par Jacques Mailhos ; illustrations de Chabouté ; préface de Caryl Férey, Paris, Gallmeister, coll. « Noir », 2016 (ISBN 978-2-35178-109-8) ; réédition avec des illustrations de Chabouté, Paris, Gallmeister, coll. « Totem » no 118, 2018, 352 p.  (ISBN 978-2-35178-683-3)
- Dancing Bear (1983) La Danse de l’ours, traduit par François Lasquin, Paris, Albin Michel, coll. « Spécial Suspense », 1985 ; réédition, Paris, LGF, coll. « Le Livre de poche » no 7523, 1987 ; réédition, Paris, Gallimard, coll. « Série noire » no 2361, 1994 ; réédition, Paris, Gallimard, coll. « Folio policier » no 68, 1999 La Danse de l’ours, traduit par Jacques Mailhos, Paris, Gallmeister, coll. « Americana », 2018, 320 p.  (ISBN 978-2-35178-135-7) ; réédition, Paris, Gallmeister, coll. « Totem » no 171, 2020, 304 p.  (ISBN 978-2-35178-725-0)
- Bordersnakes (1996) Les Serpents de la frontière, traduit par Nicolas Richard et Daniel Lemoine, Paris, Gallimard, coll. « La Noire », 1996 ; réédition, Paris, Gallimard, coll. « Folio policier » no 154, 2000 Les Serpents de la frontière, traduit par Jacques Mailhos ; illustrations de Joëlle Jolivet, Paris, Gallmeister, 2021, 432 p.  (ISBN 978-2-35178-137-1) ; réédition, Paris, Gallmeister, coll. « Totem » no 259, 2023, 432 p.  (ISBN 978-2-35178-892-9)
- The Final Country (2001) La Contrée finale, traduit par Philippe Garnier, Paris, Gallimard, coll. « La Noire », 2002 ; réédition, Paris, Gallimard, coll. « Folio policier » no 333, 2004 La Contrée finale, traduit par Jacques Mailhos ; illustrations de Beaudoin, Paris, Gallmeister, 2022, 528 p.  (ISBN 978-2-35178-138-8)

#### SérieC.W. Sughrue
- The Last Good Kiss (1978) Le Chien ivre, traduit par Marie-Alyx Revellat, Paris, Fayard, 1980 Le Dernier Baiser, traduit par Philippe Garnier, Paris, 10/18, coll. « Grands Détectives » no 1796, 1986 ; réédition, Paris, Le Cercle Polar, 2001 ; réédition, Paris, Gallimard, coll. « Folio policier » no 411, 2006 Le Dernier Baiser, traduit par Jacques Mailhos ; illustrations de Thierry Murat, Paris, Gallmeister, coll. « Noir », 2017, 381 p.  (ISBN 978-2-35178-134-0) ; réédition, Paris, Gallmeister, coll. « Totem » no 146, 2019, 336 p.  (ISBN 978-2-35178-705-2)
- The Mexican Tree Duck (1993) Le Canard siffleur mexicain, traduit par Nicolas Richard, Paris, Gallimard, coll. « La Noire », 1994 ; réédition, Paris, Gallimard, coll. « Folio » no 3040, 1998 ; réédition, Paris, Gallimard, coll. « Folio policier » no 222, 2001 Le Canard siffleur mexicain, traduit par Jacques Mailhos, Paris, Gallmeister, coll. « Americana », 2019, 384 p.  (ISBN 978-2-35178-136-4)
- Bordersnakes (1996) Les Serpents de la frontière, traduit par Nicolas Richard et Daniel Lemoine, Paris, Gallimard, coll. « La Noire », 1997, réédition, Paris, Gallimard, coll. « Folio policier » no 154, 2000 Les Serpents de la frontière, traduit par Jacques Mailhos ; illustrations de Joëlle Jolivet, Paris, Gallmeister, 2021, 432 p.  (ISBN 978-2-35178-137-1) ; réédition, Paris, Gallmeister, coll. « Totem » no 259, 2023, 432 p.  (ISBN 978-2-35178-892-9)
- The Right Madness (2005) Folie douce, traduit par Patrice Carrer, Paris, Fayard, coll. « Fayard noir », 2005 ; réédition Paris, Gallimard, coll. « Folio policier » no 459, 2007 (ISBN 978-2-07-033825-2) Folie douce, traduit par Jacques Mailhos, Paris, Gallmeister, 2023, 416 p.  (ISBN 978-2-35178-139-5)

#### Autres romans
- Once to Count Cadence (1969) Un pour marquer la cadence, Paris, Gallimard, coll. « La Noire », 1992 ; réédition Paris, Gallimard, coll. « Folio policier » no 2909, 1996
- The Putt at the End of the World (2000)

### Scénario
- Pigeon Shoot (1987) Tir aux pigeons, Paris, Gallimard, coll. « Série noire » no 2615, 2001

### Recueils de nouvelles
- Whores (1988) Cairn et autres récits, Paris, Encrage, coll. « Blues » no 1, 1989 Publié en français sous le nouveau titre Putes, Paris, Rivages/Noir no 92, 1990. Comprend : Le Canard siffleur mexicain, roman en cours (The Mexican Tree Duck, novel in progress) ; Papa est parti à la chasse (Daddy's Gone a Hunting) ; Putes (Whores) ; Le Coureur de jupons (The Philanderer) ; Adieu monde cruel (Good Bye Cruel World) ; Cairn (Cairn) ; Le Dur-à-cuire (The Heavy) ; Les Choses sur lesquelles elle ne peut écrire et pourquoi (The Things She Cannot Write About, the Reasons Why) ; Hourra pour Thomas J. Rabb ! (Three Cheers of Thomas J. Rabb !) ; Promenade dans Huston (Driving about Huston)
- The Mexican Pig Bandit (1998) Le Bandit Mexicain et le cochon : nouvelles, Paris, Gallimard, coll. « Série noire » no 2544, 1999 Comprend : Le Bandit mexicain et le cochon (The Mexican Pig Bandit) ; L'Ouest, le grand ; L'Esprit de la route ; The Muddy Fork (The Muddy Fork) ; Blanche Neige la rieuse et Wanda la marâtre ; Un fils rêvé pour les Jenkins (An Ideal Son for the Jenkins Family) ; Hot Springs (Hot Springs) ; Tout le monde peut écrire une chanson triste (Anybody Can Write a Sad Song) ; Cercle intérieur)

### Nouvelles isolées
- An Ideal Son for the Jenkins Family (1963) Un fils rêvé pour les Jenkins, in Noir de femmes, Paris, Gallimard, coll. « Série noire », Hors-série, 1992 ; réédition in Tout le monde peut écrire une chanson triste : et autres nouvelles, Paris, Gallimard, coll. « Folio, 2 euros » no 4443, 2006
- The Muddy Fork (1981) The Muddy Fork, Paris, Mille & une nuits, coll. « Dix petits noirs » no 10, 1994
- Anybody Can Write a Sad Song (1988) N'importe qui peut écrire une chanson triste, in Un monde très noir, Gulliver no 9, 1992 ; réédition in Blue Polar, Paris, Gallimard, coll. « Série noire », 1999 ; réédition in Tout le monde peut écrire une chanson triste : et autres nouvelles, Paris, Gallimard, coll. « Folio, 2 euros » no 4443, 2006
- Hot Springs (1996) Eaux sulfureuses, in Meurtres et Passions d'Otto Penzler, Paris, Albin Michel, 1997 ; réédition sous le titre Hot Springs, in Tout le monde peut écrire une chanson triste : et autres nouvelles, Paris, Gallimard, coll. « Folio, 2 euros » no 4443, 2006
- The Mexican Pig Bandit (1999) La Truie voleuse du Mexique, in Meurtres et Obsessions d'Otto Penzler, Paris, Albin Michel, 2001
- Coming Around the Mountain (1999) Coming around the Mountain, in Vends robe de mariée n’ayant jamais servi, Le Monde no 16931, 3 juillet 1999
- Luck Jeux de hasard, in Du sang dans les plumes : récits de Joel Williams, 13e Note, Pulse, 2012
- Motherlove (2001)
- Hostages (2002) Otages, in Moisson noire 2004 d'Otto Penzler, Paris, Payot & Rivages, coll. « Rivages/Thriller », 2004 ; réédition Paris, Payot & Rivages, coll. « Rivages/Noir » no 625, 2006

### Ouvrages préfacés
- Chiens de la nuit de Kent Anderson, traduit par Jean Esch ; préface de James Crumley, Paris, Gallimard, coll. « Folio policier » no 721, 03/2015, 627 p.  (ISBN 978-2-07-045436-5)
- Sympathy for the Devil de Kent Anderson, traduit par Frank Reichert ; préface de James Crumley, Paris, Gallimard, coll. « La Noire », 1993, 480 p. (ISBN 2-07-072877-3) ; réédition, Paris, Gallimard, coll. « Folio » no 2957, 05/1997, 668 p.  (ISBN 2-07-040197-9) ; réédition, coll. « Folio policier » no 699, 06/2013, 583 p.  (ISBN 978-2-07-044790-9)

## Prix et distinctions notables

### Prix
- Prix Mystère de la critique 1989 : Fausse Piste (The Wrong Case)[2]
- Trophée 813 de la meilleure réédition 1987 : Le Dernier Baiser[3]
- Prix Hammett 1993 pour The Mexican Tree Duck[4]
- Trophée 813 du meilleur recueil de nouvelles 1999 : Le Bandit Mexicain et le Cochon : nouvelles[3]
- Prix Silver Dagger 2002 pour The Final Country[5]

### Nomination
- Prix Shamus 1984 du meilleur roman pour Dancing Bear[6]

## Source
- Claude Mesplède  et Jean-Jacques Schleret (Éd. rév. de: SN, voyage au bout de la Noire), Les auteurs de la Série noire, 1945-1995, Nantes, Joseph K, coll. « Temps noir », 1996, 627 p. (ISBN 978-2-910-68611-6, OCLC 300207570), p. 117-118.